# Grandidierella gravipes
Grandidierella gravipes is een vlokreeftensoort uit de familie van de Aoridae. De wetenschappelijke naam van de soort is voor het eerst geldig gepubliceerd in 1935 door K.H. Barnard.